# 塔馬橋
塔馬橋（Tamar Bridge）是英國英格蘭塔馬河上的一座公路橋，位於西南英格蘭，連接康沃爾郡索爾塔什和普利茅斯。塔馬橋全長335（1,099英尺），和皇家阿爾伯特橋相鄰，也是A38公路的一部分，在1962年通車。1999年之後，塔馬橋一度關閉，進行翻新。2002年4月，塔馬橋通車。

## 外部連結
- Official Tamar Bridge website
- Official Torpoint Ferry website
- Archive film （页面存档备份，存于） showing the original construction
- Structurae数据库中Tamar Bridge的数据

1. ↑  Plymouth & Cornwall 2013，第15頁.